# Municipio de Liberty (condado de Edmunds)
El municipio de Liberty (en inglés: Liberty Township) es un municipio ubicado en el condado de Edmunds en el estado estadounidense de Dakota del Sur. En el año 2010 tenía una población de 26 habitantes y una densidad poblacional de 0,28 personas por km².

## Geografía
El municipio de Liberty se encuentra ubicado en las coordenadas 45°16′51″N 99°9′53″O / 45.28083, -99.16472. Según la Oficina del Censo de los Estados Unidos, el municipio tiene una superficie total de 94.06 km², de la cual 90,9 km² corresponden a tierra firme y (3,36 %) 3,16 km² es agua.

## Demografía
Según el censo de 2010, había 26 personas residiendo en el municipio de Liberty. La densidad de población era de 0,28 hab./km². De los 26 habitantes, el municipio de Liberty estaba compuesto por el 100 % blancos. Del total de la población el 0 % eran hispanos o latinos de cualquier raza.